# Championnats d'Europe de descente de canoë-kayak 2021
Navigation
2019 2023
Les Championnats d'Europe de descente 2021 sont la 13e édition des Championnats d'Europe de descente de canoë-kayak. Ils ont lieu du 11 au 14 août 2021 à Sabero, en Espagne. Plus de 100 sportifs provenant de quinze nations participent à cette compétition.

## Médaillés

### Hommes
| Épreuves                | Or | Argent | Bronze |
| ----------------------- | --- | --- | --- |
| K1 classique individuel | Maxence Barouh (FRA)                                                                                          | Finn Hartstein (GER)                                                                                          | Paul Jean (FRA)                                                                                               |
| K1 classique par équipe | Allemagne Marcel Paufler Finn Hartstein Andreas Heilinger                                                     | France Félix Bouvet Maxence Barouh Paul Jean                                                                  | République tchèque Vojtěch Matějíček Adam Satke Karel Slepica                                                 |
| C1 classique individuel | Ondřej Rolenc (CZE)                                                                                           | Norman Weber (GER)                                                                                            | Tim Heilinger (GER)                                                                                           |
| C1 classique par équipe | Allemagne Norman Weber Tim Heilinger Ole Schwarz                                                              | France Quentin Dazeur Stéphane Santamaria Etienne Klatt                                                       | République tchèque Matěj Vaněk Karel Rasner Ondřej Rolenc                                                     |
| C2 classique individuel | France Quentin Dazeur Stéphane Santamaria                                                                     | Allemagne Normen Weber Tim Heilinger                                                                          | République tchèque Ondřej Rolenc Daniel Suchánek                                                              |
| C2 classique par équipe | France Quentin Dazeur et Stéphane Santamaria Charles Ferrion et Etienne Klatt Hugues Moret et Pierre Troubady | République tchèque Daniel Suchánek et Ondřej Rolenc Petr Veselý et Marek Rygel Petr Smakal et František Salaj | Allemagne Moritz Lipperheide et Ole Schwarz Marcel Paufler et Normen Weber Andreas Heilinger et Tim Heilinger |
| K1 sprint individuel    | Maxime Richard (BEL)                                                                                          | Maxence Barouh (FRA)                                                                                          | Anže Urankar (SVN)                                                                                            |
| K1 sprint par équipe    | Slovénie Nejc Žnidarčič Anze Urankar Simon Oven                                                               | France Félix Bouvet Maxence Barouh Luca Barone                                                                | République tchèque Vojtěch Matějíček Adam Satke Karel Slepica                                                 |
| C1 sprint individuel    | Quentin Dazeur (FRA)                                                                                          | Ondřej Rolenc (CZE)                                                                                           | Matěj Vaněk (CZE)                                                                                             |
| C1 sprint par équipe    | France Quentin Dazeur Charles Ferrion Etienne Klatt                                                           | République tchèque Matěj Vaněk Karel Rasner Ondřej Rolenc                                                     | Allemagne Norman Weber Tim Heilinger Ole Schwarz                                                              |
| C2 sprint individuel    | France Stéphane Santamaria Quentin Dazeur                                                                     | France Pierre Troubady Hugues Moret                                                                           | Allemagne Normen Weber Tim Heilinger                                                                          |
| C2 sprint par équipe    | France Stéphane Santamaria et Quentin Dazeur Pierre Troubady et Hugues Moret Charles Ferrion et Etienne Klatt | République tchèque Daniel Suchánek et Ondřej Rolenc Petr Veselý et Marek Rygel Petr Smakal et František Salaj | Allemagne Moritz Lipperheide et Ole Schwarz Marcel Paufler et Normen Weber Andreas Heilinger et Tim Heilinger |

### Femmes
| Épreuves                | Or                                                 | Argent                                                             | Bronze                                              |
| ----------------------- | -------------------------------------------------- | ------------------------------------------------------------------ | --------------------------------------------------- |
| K1 classique individuel | Mathilde Rosa (ITA)                                | Lise Vinet (FRA)                                                   | Sophia Schmidt (GER)                                |
| K1 classique par équipe | France Lise Vinet Phénicia Dupras Pauline Freslon  | République tchèque Barbora Bayerová Barbora Dimovová Klára Vaňková | Allemagne Sabine Füsser Sophia Schmidt Rosa Deinert |
| C1 classique individuel | Cecilia Panato (ITA)                               | Marie Němcová (CZE)                                                | Hélène Raguénès (FRA)                               |
| C2 classique individuel | Grande-Bretagne Emma Christie Kerry Christie       | Grande-Bretagne Laura Milne Ellie Seed                             |                                                     |
| K1 sprint individuel    | Pauline Freslon (FRA)                              | Barbora Dimovová (CZE)                                             | Lise Vinet (FRA)                                    |
| K1 sprint par équipe    | France Pauline Freslon Lise Vinet Phénicia Dupras  | République tchèque Barbora Bayerová Barbora Dimovová Klára Vaňková | Allemagne Sabine Füsser Sophia Schmidt Rosa Deinert |
| C1 sprint individuel    | Elsa Gaubert (FRA)                                 | Cecilia Panato (ITA)                                               | Hélène Raguénès (FRA)                               |
| C1 sprint par équipe    | France Elsa Gaubert Hélène Raguénès Laura Fontaine |                                                                    |                                                     |
| C2 sprint individuel    | France Elsa Gaubert Hélène Raguénès                | Grande-Bretagne Laura Milne Ellie Seed                             | Grande-Bretagne Emma Christie Kerry Christie        |